# 藤原元彦
藤原 元彦（ふじわら もとひこ、1962年〈昭和37年〉9月8日 - ）は、日本の実業家。タカマツハウス代表取締役。

## 略歴
神奈川県出身。1985年3月、拓殖大学商学部経営学科卒業。同年4月、積水ハウス株式会社に入社。
同社宇都宮営業所長、小山支店長、群馬支店長、前橋営業所長、北関東営業本部長、東関東営業本部長、神奈川営業本部長などを歴任し、2010年4月に執行役員に就任。2012年4月に常務執行役員に就任。2017年に起こった積水ハウス地面師詐欺事件に端を発したクーデターを機に2019年同社を退職。
2019年6月髙松建設特別顧問を経て、同年9月タカマツハウス代表取締役社長・ミブコーポレーション取締役会長・タツミプラニング取締役会長に就任。